# Wolcott (ville, New York)
Pour les articles homonymes, voir Wolcott.
Ne doit pas être confondu avec Wolcott (village, New York).
Wolcott est une ville du comté de Wayne, dans l'État de New York, aux États-Unis,. En 2010, elle compte une population de 4 453 habitants.

## Démographie
Lors du recensement de 2010, la ville comptait une population de 4 453 habitants, tandis qu'en 2016, elle est estimée à 4 140 habitants.